# Kurt Baurichter
Kurt Baurichter (* 4. Januar 1902 in Bielefeld; † 13. September 1974 in Krefeld) war ein deutscher Politiker der SPD. Er war 1946 Mitglied im Landtag von Nordrhein-Westfalen und 1947 bis 1967 Regierungspräsident des Regierungsbezirks Düsseldorf.

## Ausbildung und Beruf
Der diplomierte Volkswirt arbeitete zunächst Ende der 1920er Jahre beim Deutschen Städtetag in Berlin und war danach im Reichsministerium des Inneren tätig, wo er unter anderem als persönlicher Referent von Carl Severing arbeitete. Nach 1936 stieg er innerhalb der dem Reichsministerium für Bewaffnung und Munition unterstellten Wirtschaftsgruppe Papierverarbeitung zum Mitglied der Geschäftsführung auf.
1945/46 war er Mitbegründer und Hauptgeschäftsführer des Verbandes der papier- und pappeverarbeitenden Industrie Nordwestdeutschlands und später war er Aufsichtsratsvorsitzender der Niederrheinischen Hütte AG in Duisburg, stellvertretender Aufsichtsratsvorsitzender der Niederrheinischen Bergwerks AG, Neukirchen und der Thyssen Niederrhein AG, Oberhausen, Aufsichtsratsmitglied der August Thyssen Hütte AG, der Hochdahl-Gesellschaft mbH, der Rheinischen Heimstätte GmbH und der Neuen Schauspiel GmbH.

## NS-Gefangenschaft
Er wurde Ende 1934 bis Anfang 1936 aufgrund seiner Parteizugehörigkeit zur SPD im Konzentrationslager Columbia (Berlin-Tempelhof) sowie im KZ Lichtenburg bei Torgau interniert.

## Nach dem Zweiten Weltkrieg
Nach dem Zweiten Weltkrieg trat er der SPD bei und wurde 1945 Landrat in Bielefeld. Er gehörte 1946 dem ersten, von der britischen Militärregierung ernannten Landtag von Nordrhein-Westfalen an.
Am 4. August 1947 wurde er auf Vorschlag des nordrhein-westfälischen Innenministers Walter Menzel zum Regierungspräsidenten ernannt. Durch öffentlich geäußerte Kritik geriet er in dieser Funktion in Konflikt mit der britischen Militärregierung, beispielsweise setzte er sich gegen die Demontage von 84 Betrieben im Regierungsbezirk Düsseldorf zur Wehr. Am 1. Februar 1967 schied er aus Altersgründen aus dem Amt. Ihm zu Ehren gab die Stadt Düsseldorf der Straße zwischen dem Hauptgebäude der Bezirksregierung Düsseldorf, dem Präsidentenschlösschen und dem Golzheimer Friedhof, einer Querstraße zur Klever Straße, den Namen Kurt-Baurichter-Straße.

## Ehrungen
- 1967: Großes Verdienstkreuz mit Stern der Bundesrepublik Deutschland